# Benny Heylen
Benny Heylen (Heist-op-den-Berg, 20 de septiembre de 1962) es un deportista belga que compitió en ciclismo de montaña en la disciplina de campo a través. Ganó una medalla de bronce en el Campeonato Europeo de Ciclismo de Montaña de 1994.

## Medallero internacional
| Campeonato Europeo | Campeonato Europeo | Campeonato Europeo | Campeonato Europeo |
| Año                | Lugar              | Medalla            | Competición        |
| ------------------ | ------------------ | ------------------ | ------------------ |
| 1994               | Métabief (Francia) | Medalla de bronce  | Campo a través     |